# Ybbsiade
Die Ybbsiade ist ein Kabarett- und Kleinkunstfestival in Ybbs in Niederösterreich, wird seit 1989 von der Stadt jährlich durchgeführt und dauert ungefähr zwei Wochen.

## Geschichte
Die 30. Ybbsiade im Jahr 2018 – das Open Air fiel aus – zählte 13.400 Besucher. Die 31. Ybbsiade programmierte von 29. März bis 27. April 2019 unter dem Motto kein bisschen leiser! an 22 Spieltagen 24 Veranstaltungen – darunter mehrere Musiktermine – bis auf ein Open-Air-Konzert im Stadion alle in der Stadthalle, dessen Großer Saal 1000 Stühle fasst.
Die Ybbsiaden 2020 und 2021 wurden aufgrund der COVID-19-Pandemie abgesagt bzw. verschoben.
Viele namhafte Kabarettisten sind hier aufgetreten wie Hans Peter Heinzl, Dieter Hildebrandt, Axel Corti, Lukas Resetarits, Alfred Dorfer, Roland Düringer, Josef Hader, Andreas Vitasek, Alexander Goebel, Gerhard Polt und die Biermösl Blosn, Ottfried Fischer, Lisa Fitz, Bruno Jonas, Michael Mittermeier, Alexander Bisenz, Joesi Prokopetz, Ostbahn-Kurti, Ciro de Luca oder Alfons Haider. Auch Karikaturisten wie Ironimus, Paul Flora, Erich Sokol oder Rudi Angerer trugen mit Bildern zur Ybbsiade bei.
Der erste Intendant war Peter Orthofer, 2013 übernahm Alexander Goebel die Intendanz. Von 2015 bis 2021 war Joesi Prokopetz Intendant. 2024 wurde Eva Zemanek Intendantin.

## Ybbser Spaßvogel
Jährlich wird an einen oder mehrere Künstler der Ybbser Spaßvogel verliehen. Dabei handelt es sich um eine nach einer Idee von Rudi Angerer entworfene Trophäe, welche seit 2005 von der Künstlerin Ute Ungar aus Glas gefertigt wird. Es wurden bisher folgende Künstler damit ausgezeichnet:
- 1989 – Cissy Kraner und Hugo Wiener
- 1990 – Hans Peter Heinzl
- 1991 – Erich Sokol
- 1992 – Alexander Bisenz
- 1993 – Lisa Fitz
- 1994 – Lukas Resetarits
- 1995 – Gerhard Polt & Biermösl Blosn
- 1996 – Dolores Schmidinger
- 1997 – Andreas Vitasek
- 1998 – Alexander Goebel
- 1999 – Peter Orthofer
- 2000 – Heinz Marecek/Erwin Steinhauer
- 2001 – Joesi Prokopetz
- 2002 – Roland Düringer
- 2003 – Bruno Jonas
- 2004 – Alfons Haider
- 2005 – Django Asül
- 2006 – Monica Weinzettl
- 2007 – Viktor Gernot
- 2008 – Muckenstruntz und Bamschabl
- 2009 – Alf Poier
- 2010 – Die Männer von Max Mayerhofer & Wolf Gruber
- 2011 – Traumschiff Supancic von Mike Supancic
- 2012 – Otto Schenk
- 2013 – Stefanie Werger
- 2014 – Jazz Gitti
- 2015 – Günther Paal[14]
- 2016 – Thomas Stipsits und Manuel Rubey[15]
- 2017 – Paul Pizzera[16]
- 2018 – Michael Mittermeier[17]
- 2019 – Klaus Eckel[18]
- 2021 – Gery Seidl[8]
- 2022 – Gernot Kulis[19][20]
- 2023 – Alex Kristan[21]
- 2024 – Walter Kammerhofer[22]
- 2025 – Martina Schwarzmann[23]